# Črni Kal
Črni Kal  [čŕni kau̯] (v času fašizma preimenovan v San Sergio), je arhitekturno značilna istrsko-kraška vas z okoli 220 prebivalci v Slovenski Istri, ki upravno spada pod Mestno občino Koper.
Naselje stoji v črnokalskem Bregu, pod prepadnimi stenami kraškega roba, v zavetrni prisojni legi, ob cesti Kozina-Koper. Del Črnega Kala je tudi zaselek Spodnji Črni Kal ali izvorno Četnara (Katinara), kjer je bila nekoč meja med Avstrijskim cesarstvom in Beneško republiko. V bližini vasi je avtocestni viadukt Črni Kal, pod njim pa tudi železniški, na bodoči trasi železniške proge Divača–Koper, delovno imenovanem drugi tir.

## Etimologija
Ime Kal izvira iz mikrotoponima kal, poimenovanja za lokacijo, kjer se v kotanjo steka deževnica in se ob njej napaja živina. Tovrstna poimenovanja po kotanji najdemo tudi drugje v Sloveniji, tako v andronimih (Kalan, Kalšek) kot tudi toponimih (Gorenje Kališče).

## Zgodovina
V bližnjem kamnolomu so odkrili prazgodovinsko sekiro, datirano v paleolitik in pa bronast kipec boginje Junone iz rimske dobe. Obstaja tudi mnenje, da so tu našli tudi sarkofag kralja Roksolanov in Sarmatov Rasparagana, ki je danes v Puljskem muzeju. Tudi jama pri useku železnice je arheološko najdišče, v njej so našli nož in nekaj keramike. Na skalnem robu nad vasjo so ostanki starega gradu iz 11. stoletja, ki ga je dal sezidati istrski mejni grof Urlik I., z namenom obvladovanja ceste iz Rižanske doline proti notranjosti. Širše območje Črnega Kala je bilo na meji Beneške republike in Avstrije, kjer so pogosto potekali vojni spopadi. Po beneško-avstrijski vojni (1508-1516) je Črni Kal pripadel socerbskemu gospostvu in je bil leta 1521 neposredno priključen Kranjski. Na cesti proti Gabrovici stoji kamen z napisom Gemeide Černi Kal (občina Črni Kal) z letnico 1819. Do leta 1945 je v vasi delovala torklja - oljarna (prostor za stiskanje olja iz oljk), ki je bila komunska.

## Znamenitosti
Več hiš v vasi je iz 16. in 17. stoletja, v urbano celoto jih povezuje enotna višina in način gradnje ter oblikovanje arhitekturnih kamnitih detajlov. Položne dvokapne strehe so povečini krite s korci. V vasi stoji podružnična cerkev sv. Valentina, katere posebnost je zvonik, zaradi potresa nagnjen približno za meter, zid okoli cerkve in sosednjih stavb pa je na več mestih razpokan. Plazovit teren naj bi bil tudi kriv za to, da se je porušila prejšnja cerkev sv. Valentina iz leta 1680. Spomeniško najkvalitetnejši je porton (portal) domačije št. 17, povezan z bogatim kamnoseškim okrasom, tradicijo kraja. Pomembno arhitekturno vrednosti ima tudi Benkova hiša, ki je najstarejša podeželska hiša v koprski občini, saj napis na polkrožnem portalu razkriva, da sta jo leta 1489 zgradila mojstra Andreas in Benco. 
Na enem od črnokalskih ovinkov pred Četnaro, je postavljen spomenik padlim borcem Prekomorskih brigad iz sosednjih vasi, delo arhitekta Eda Mihevca. S svojo značilno obliko treh premcev bark ponazarja usodo mnogih Slovencev, ki so se med drugo svetovno vojno borili v teh brigadah.

## Plezališče
V apnenčastih prisojnih stenah nad vasjo se je pisala zgodovina prostega plezanja v Sloveniji. Danes je to moderno opremljeno plezališče z ugodno zavetrno lego, udobnim ravnim vznožjem in prijetnim okoljem. Ocene, še posebej v levem in osrednjem delu plezališča, so za odtenek nižje kot v Ospu.
Večina smeri poteka po navpičnih dobro razčlenjenih ploščah. Skala je izredno dobra in omogoča zelo estetsko plezanje. Zaradi velikega števila lažjih in srednje težkih smeri je plezališče izredno primerno za plezalne šole in prve korake mladih, vendar pa še vedno ostane precej zanimivih in zahtevnih smeri za dobre in izkušene plezalce. Plezališče je bilo pred kratkim v celoti na novo opremljeno z lepljenimi klini in sidrišči.
Najboljši pogoji so spomladi, jeseni in v toplih zimskih dneh. Poleti je po navadi prevroče, razen na severni strani Turškega stolpa.

## Promet
Zaradi prometnih povezav iz Istre čez Kraški rob skozi vas poteka pomembna regionalna cesta, nad vasjo železniška proga Divača-Koper, v bližini pa tudi viadukt na avtocesti A1 in pod njim novozgrajeni viadukt drugega tira železniške proge Divača-Koper, ki pa še ni predan v uporabo.
- Črnokalski spomenik
- Črnokalsko plezališče
- avtocestni viadukt Črni Kal in železniški viadukt Gabrovica